# UTC+12:45
UTC+12:45 est un fuseau horaire, en avance de 12 heures et 45 minutes sur UTC.

## Zones concernées

### Toute l'année
Aucune zone n'utilise UTC+12:45 toute l'année.

### Heure d'hiver (hémisphère nord)
Aucune zone n'utilise UTC+12:45 pendant l'heure d'hiver (dans l'hémisphère nord) et UTC+13:45 à l'heure d'été.

### Heure d'hiver (hémisphère sud)
Les zones suivantes utilisent UTC+12:45 pendant l'heure d'hiver (dans l'hémisphère sud) et UTC+13:45 à l'heure d'été :
- Nouvelle-Zélande : Îles Chatham.

### Heure d'été (hémisphère nord)
Aucune zone n'utilise UTC+12:45 pendant l'heure d'été (dans l'hémisphère nord) et UTC+11:45 à l'heure d'hiver.

### Heure d'été (hémisphère sud)
Aucune zone n'utilise UTC+12:45 pendant l'heure d'été (dans l'hémisphère sud) et UTC+11:45 à l'heure d'hiver.

### Résumé
Le tableau suivant résume la répartition du fuseau horaire sur les terres émergées :
| Utilisation                                       | Superficie (km²) | Population (hab.) | Densité (hab./km²) | Pays/Territoires |
| ------------------------------------------------- | ---------------- | ----------------- | ------------------ | ---------------- |
| UTC+12:45 en hiver, UTC+13:45 en hiver (hém. Sud) | +775,            | +720,             | +1,                | +1,              |
| Total                                             | +775,            | +720,             | +001,              | +1,              |

## Caractéristiques

### Géographie
UTC+12:45 est en avance de 12 heures et 45 minutes sur UTC. Il correspond à peu près à l'heure solaire moyenne de la latitude 168,75° Ouest. Ce méridien étant situé à l'est de la ligne de changement de date, les îles Chatham devraient en théorie plutôt utiliser les fuseaux horaires UTC-12 et UTC-11, c'est-à-dire en retard d'un jour. Pour des raisons pratiques lui permettant de conserver la même date calendaire que le reste de la Nouvelle-Zélande, elles utilisent un horaire en avance par rapport à UTC.
L'heure solaire moyenne des îles Chatham (43° 59′ S, 183° 27′ E) est d'environ 12 h 14 en avance par rapport à UTC, soit environ 45 minutes de plus que les îles principales de la Nouvelle-Zélande en UTC+12:00, conduisant au décalage utilisé.
Comme en Nouvelle-Zélande, la latitude des îles Chatham rend légitime l'utilisation de l'heure d'été : lorsque le reste de la Nouvelle-Zélande se décale de UTC+12:00 à UTC+13:00, les îles Chatham se décalent de UTC+12:45 à UTC+13:45 ; en conséquence, UTC+12:45 ne correspond à aucune heure légale sur Terre entre la fin septembre et le début avril (environ la moitié de l'année).

#### Solstice
Au solstice de juin, les horaires de lever et de coucher de soleil sont les suivants :
- Waitangi (îles Chatham, 176° 33′ O) : Lever à 8 h 8, zénith à 12 h 33 et coucher à 16 h 58.